# Federale kieskring
Een federale kieskring, ook wel unitaire kieskring of transnationale kieslijst genoemd, verwijst naar een hypothetisch kiesstelsel waarbij kiezers naast kandidaten uit hun eigen deelgebieden ook kandidaten op federaal niveau kunnen verkiezen. Voorstanders hopen hiermee partijen en politici te stimuleren om over grenzen heen campagne te voeren, met als doel de federale eenheid en cohesie te versterken. Tegenstanders vrezen echter dat dit de autonomie van de deelgebieden zou ondermijnen.
In België wordt het idee van de Paviagroep voor een federale kieskring van 15 zetels vaak geopperd, omdat de verkiezingen momenteel zijn gebaseerd op provinciale indelingen. Op soortgelijke wijze wordt het concept van transnationale kieslijsten voor het toekennen van ongeveer 28 zetels binnen de Europese Unie besproken, waar de verkiezingen per lidstaat plaatsvinden. In beide gevallen zou de kiezer twee stemmen krijgen: één op een open lijst voor een vertegenwoordiger van zijn of haar eigen gebied en één op een gesloten lijst voor een partij op federaal of transnationaal niveau.

## Europese context

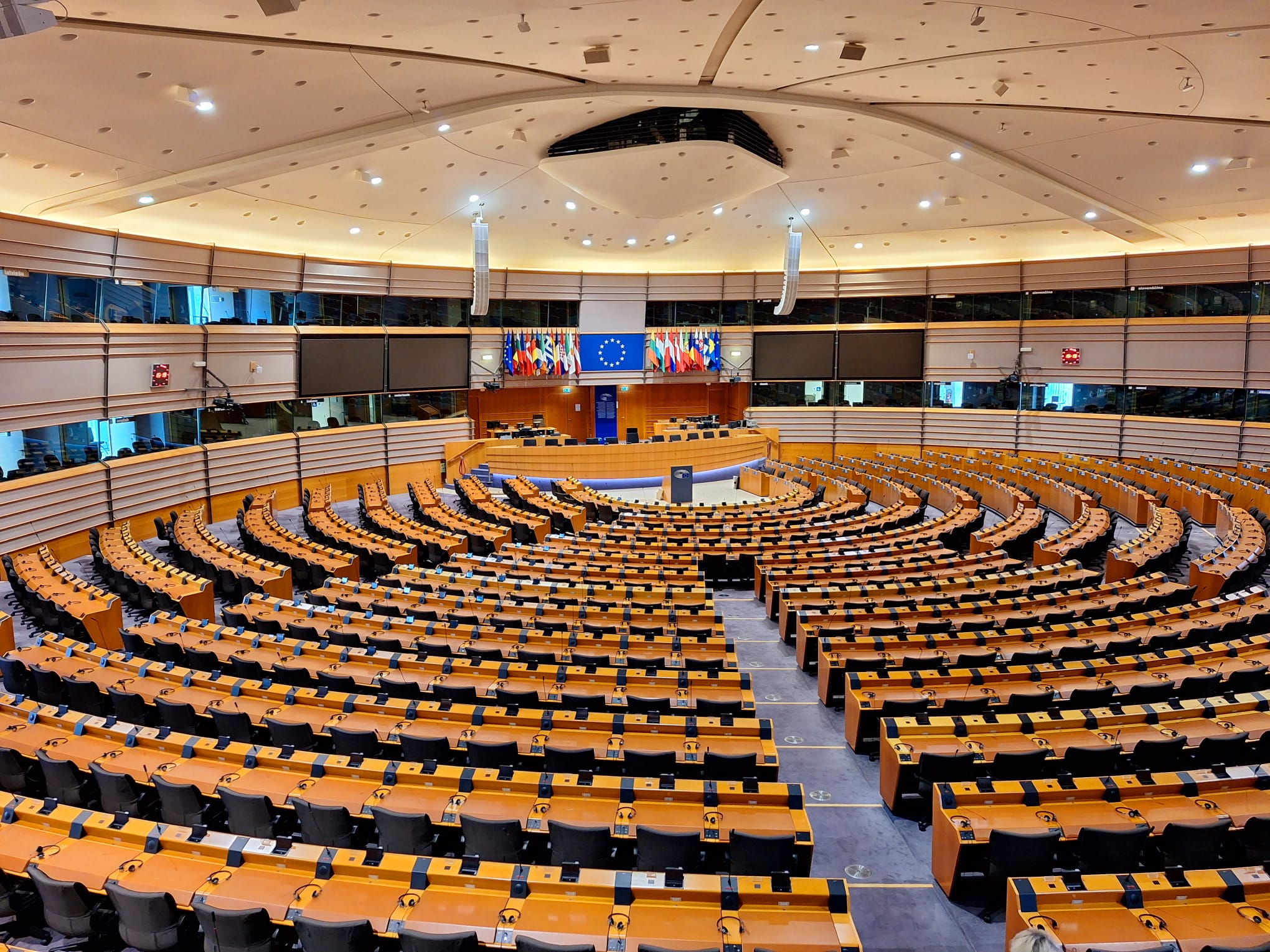
Voorstanders van een Europees unitair kiesdistrict willen ongeveer 28 zetels bij Europese verkiezingen reserveren voor kandidaten op een transnationale kieslijst.

Het idee van transnationale kieslijsten voor het Europees Parlement stelt kiezers in staat om niet alleen te stemmen op nationale kandidaten, maar ook op kandidaten van een overkoepelende Europese lijst. Dit concept, dat sinds de jaren '90 regelmatig ter sprake komt, heeft als doel de democratische legitimiteit van de EU te versterken en burgers het gevoel te geven dat hun stem op Europees niveau meer gewicht krijgt.
Voorstanders, waaronder de Franse president Emmanuel Macron, menen dat het invoeren van transnationale lijsten een gevoel van Europese eenheid zou bevorderen en de politiek zou internationaliseren. Kiezers zouden bijvoorbeeld een stem kunnen uitbrengen op een nationale partij, maar ook op een kandidaat van een transnationale lijst samengesteld door Europese fracties zoals de Europese Volkspartij of Renew Europe. 
Critici vrezen echter dat dit systeem de band tussen parlementariërs en hun nationale achterban zou verzwakken en populisten zou bevoordelen. Bovendien zouden deze lijsten de bestaande spanningen binnen de EU kunnen vergroten. Dit debat over transnationale lijsten weerspiegelt de bredere vraag of de EU meer federale kenmerken moet krijgen of dat de nationale soevereiniteit de overhand moet behouden

## Belgische context

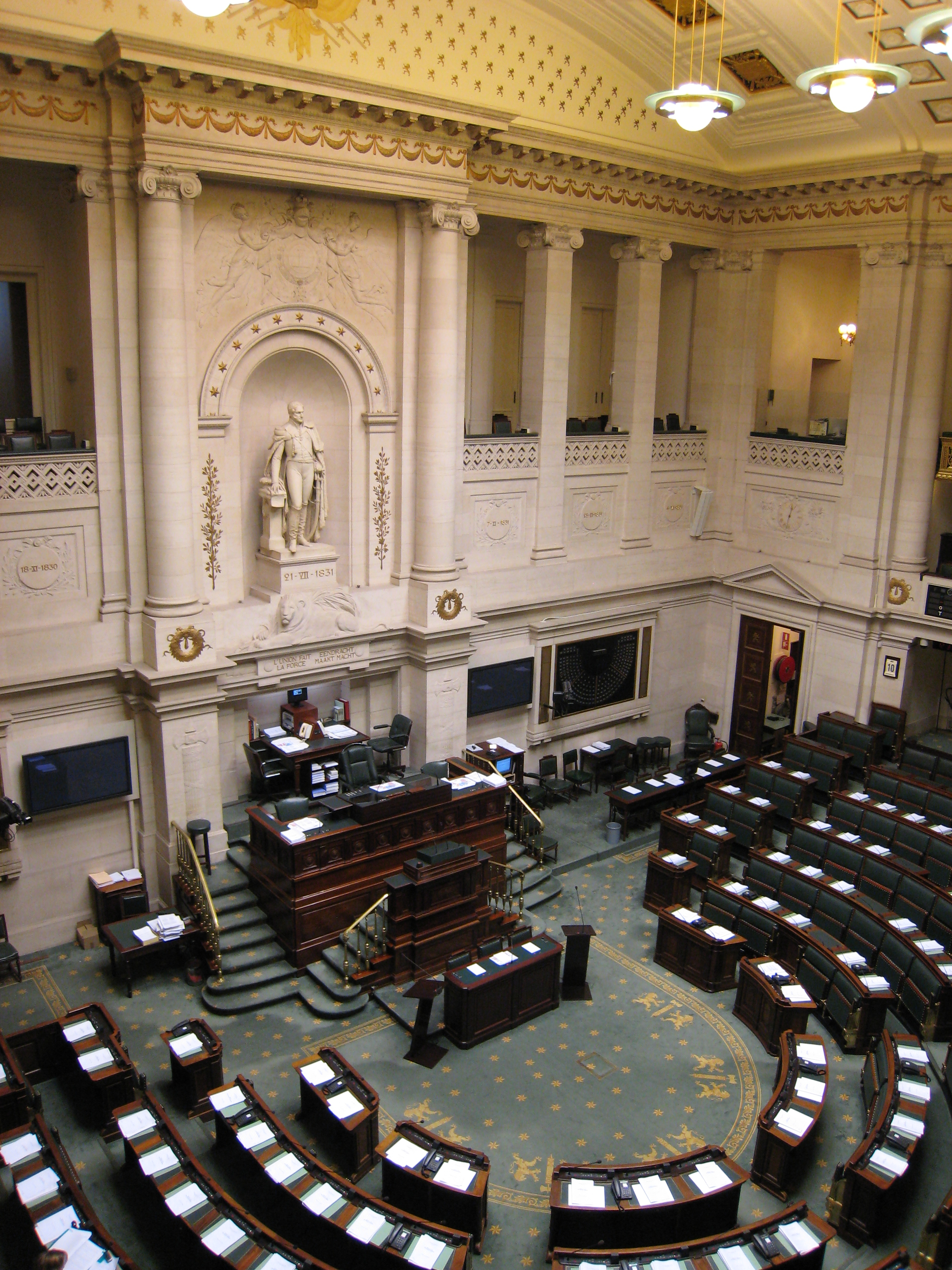
Voorstanders van een federale kieskring willen 15 zetels reserveren voor kandidaten die stemmen kunnen ontvangen van elke Belg, ongeacht in welk taalgebied die woont.

België is een federale staat, samengesteld uit gemeenschappen en gewesten met verkozen parlementen. Ook de provincieraden worden rechtstreeks verkozen. Elk niveau (federaal, regionaal, provinciaal, maar niet de gemeenten) worden door middel van meerdere kieskringen verkozen. De federale Kamer en het Vlaams Parlement met provinciale kieskringen, de provincies met provinciedistricten.
Een indeling in meerdere kieskringen heeft voor- en nadelen: ze garanderen een eerlijkere vertegenwoordiging van gebieden, maar beletten kiezers om te stemmen voor kandidaten die opkomen in een andere kieskring (dit is voor sommigen een probleem van de legitimiteit, het democratisch deficit). Bij Vlaamse verkiezingen betekent dit dat iemand in bijvoorbeeld Limburg niet kan stemmen voor een kandidaat die opkomt in bijvoorbeeld West-Vlaanderen of Vlaams-Brabant. Hetzelfde concept bij verkiezingen voor de Kamer van volksvertegenwoordigers: iemand uit een bepaalde provincie kan niet stemmen voor een kandidaat uit een andere provincie. Een Limburger kan dus evenmin een West-Vlaamse of Waalse premier afstraffen/belonen bij de federale verkiezingen. Theoretisch is er dus geen enkele communautaire kwestie verbonden met de indeling in kieskringen. Als men een bepaalde politieke partij (in plaats van enkel een kandidaat) wil afstraffen of belonen, kan met dit enkel doen voor partijen die in de kieskring opkomen.
Partijen kunnen theoretisch opkomen in elke kieskring van het land, in de praktijk echter komen politieke partijen gewoonlijk op in heel Vlaanderen óf heel Franstalig België. Als men dus voor of tegen een bepaalde partij wil stemmen, kan met dit enkel doen voor een Vlaamse of Franstalige partij. In praktijk klopt dit echter niet, want de Franstalige Union des Francophones haalde tot nu toe al vele jaren verkozen(en) in zowel het Vlaams Parlement als voor de Vlaams-Brabantse provincieraad.
Daaruit is het idee van een federale kieskring ontstaan. Daarbij zouden alle of een aantal federale volksvertegenwoordigers verkozen worden door middel van lijsten die dezelfde zijn over het gehele land. Kiezers kunnen dan wel alle kandidaten en partijen in die federale kieskring belonen of afstraffen. Sommige regio's zouden dan wel over- of ondervertegenwoordigd kunnen zijn.
Wetenschappers merken daarbij op dat dit theoretische voordelen zijn. In praktijk worden er zowat nergens parlementen verkozen in een federale (of 'unitaire') kieskring.

### Vlinderakkoord
Deelstaatparlementen (in de praktijk enkel het Vlaams en Waals Parlement) hebben sinds het Vlinderakkoord ook de mogelijkheid tot het invoeren van een gewestelijke kieskring, het equivalent van een federale kieskring. Omdat de federale kieskring door vele voorstanders de Vlaamse onafhankelijkheidsgezinde stemmen moet verzwakken, wordt hij ook een unitaire kieskring genoemd.

### Voor- en tegenstanders

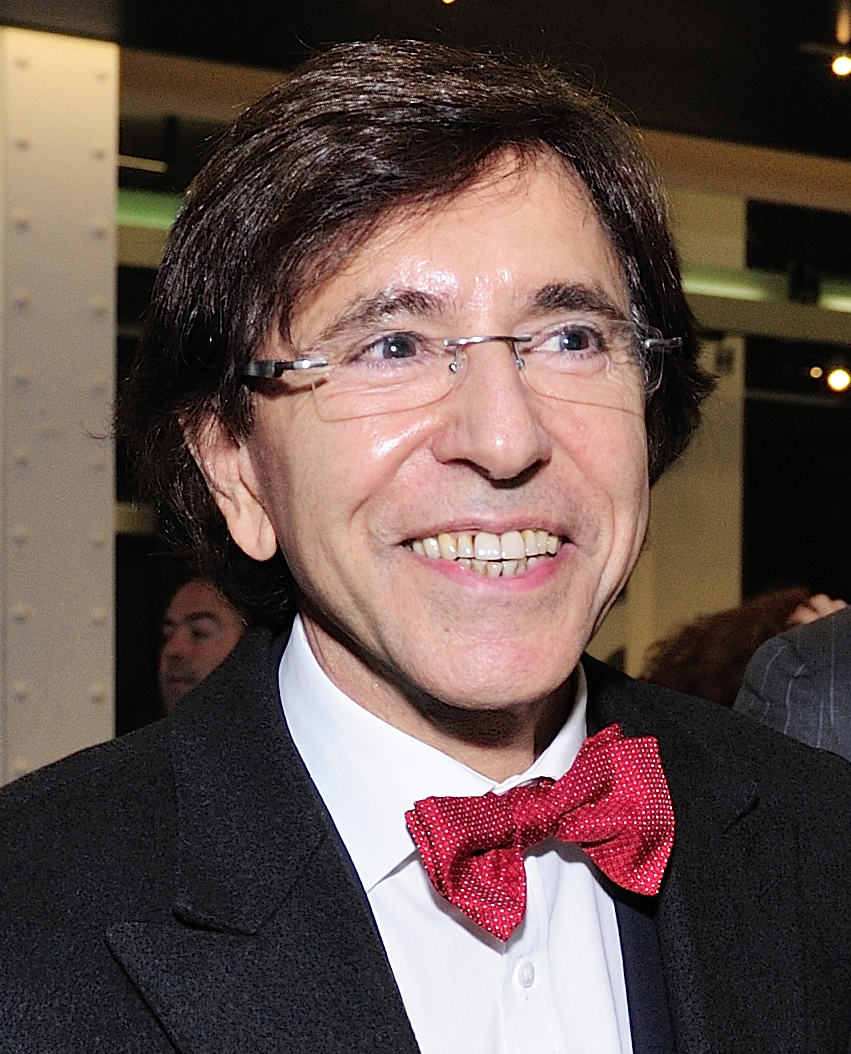
In September 2013 schaarde Di Rupo zich achter het idee van een federale kieskring tijdens een lezing in Louvain-la-Neuve

Het idee van een federale kieskring komt nu en dan ter sprake, en er werden al een aantal acties en petities gehouden om dit idee te verdedigen. Zo deed de Paviagroep, onder wie een heleboel bekende Vlamingen, al in februari 2007 een voorstel. Op initiatief van Jan-Emmanuel De Neve en Aude-Line Duliere, lanceerde een groepering van verschillende maatschappelijke bewegingen (shame, Camping 16, en Plan B) onder de naam Be 4 Democracy een online petitie voor een federale kieskring. De petitie website www.be4democracy.be verzamelde op drie dagen tienduizend handtekeningen en telt meer dan honderd bekende Belgen.
Tegen het idee worden vooral argumenten van democratische, praktische en Vlaams-nationalistische aard aangevoerd. Praktisch stelt zich het probleem dat identieke lijsten in heel het land extreem lang worden. Zelfs wanneer slechts een deel van de lijsten op deze wijze opkomen, zal de kiesbrief duidelijk langer worden.
Democratisch stelt zich het probleem dat de interesse en de media in België zich in hoge mate tot de eigen media richten. Kiezers kennen de nationale politici van de andere gemeenschap nauwelijks. Dat zet de deur open voor oppervlakkigheid, manipulatie en zelfs bedrog.
Bovendien verbiedt geen enkele Belgische wet de partijen om op te komen in beide taalgebieden. Dat gebeurt ook, en al enkele decennia, door de Union des Francophones. Vanuit democratisch oogpunt wordt er op gewezen dat een kieswetgeving neutraal hoort te zijn: het idee van de federale kieskring beoogt de versterking van België en wil dus op die manier een politiek doel bevorderen.
Tegenstanders wijzen er op dat er in andere federale landen geen federale kieskringen bestaan.
Vlaams-nationalisten zijn tegen de federale kieskring omdat die zal leiden tot situaties zoals in Brussel-Halle-Vilvoorde: de Franstalige aanwezigheid in de Kamer zou versterkt worden, doordat de Franstalige partijen in Vlaanderen stemmen kunnen gaan ronselen.
Sommige voorstanders stellen openlijk dat dit een middel is om de Vlaamsgezinde stem te verzwakken. Anderen beweren dan weer dat het een poging is om het voortbestaan van België te vrijwaren en een Belgisch gevoel op te wekken.
In een opiniebijdrage in De Standaard van 27 juni 2013 spraken zeven jongerenvoorzitters van verschillende Vlaamse en Franstalige partijen zich uit voor een federale kieskring. Het ging met name om Jong VLD, Jongsocialisten, Jong Groen, Jeunes MR, Jeunes cdH, écolo j en JONGCD&V. Opvallend vooral is de deelname van JONGCD&V, maar ook de afkeuring van dit initiatief door de Mouvement des Jeunes Socialistes.